# Bethlehem (New York)
Bethlehem város az USA New York államában, Albany megyében. Lakosainak száma 35 034 fő (2020. április 1.).

## Népesség
A település népességének változása:

| 2010 | 33 656 |
| 2020 | 35 034 |